# Elección legislativa de Francia de 1792
La elección legislativa de Francia realizada entre el 2 y el 19 de septiembre de 1792 eligió a los miembros de la Convención Nacional.
Fue la primera elección en utilizar el sufragio universal masculino y siendo también esta  Convención electa la que puso fin a la monarquía, instaurado la Primera República. La mayoría absoluta de los escaños lo obtuvo el partido de los Marais (el pantano  o la llanura), una facción de políticas vagas pero en gran parte moderadas. Los montañeses o jacobinos obtuvieron 200 escaños mientras que los girondinos, republicanos más moderados, 160. La participación fue tan solo del 10%.

## Resultados
| Partido | Partido    | Escaños |
| ------- | ---------- | ------- |
|         | Marais     | 389     |
|         | Montañeses | 200     |
|         | Girondinos | 160     |

Fuente: Election-Politique
- Datos: Q1060399